# Ignacio Sada Madero
Ignacio Sada Madero es un productor de telenovelas mexicanas.

## Biografía
Ignacio Sada Madero comenzó su carrera como asistente de producción de la telenovela Rosa salvaje del productor Valentín Pimstein.
Como productor asociado comenzó en 1999 con la telenovela Alma rebelde, producida por Nicandro Díaz González.
Después debuta como productor ejecutivo con las telenovelas como Mujer bonita (2001) versión de Abandonada (telenovela) escrita por Inés Rodena y La intrusa (2001) versión de Valentina (telenovela venezolana) escrita por Inés Rodena ambas en el horario de las 20:00 horas con muy buenos resultados de audiencia.
En 2007 volvió a la producción tras 6 años de ausencia con Bajo las riendas del amor en el horario de las 17:00 horas versión de la telenovela Cuando llega el amor escrita por Rene Muñoz.
En 2012 regresa a producir Un refugio para el amor, versión de la telenovela La Zulianita escrita en 1971 por Delia Fiallo en el horario de las 16:00 horas con buenos resultados en audiencia.
En 2013 y 2014 produce la telenovela Por siempre mi amor, la nueva adaptación de la telenovela Mi segunda madre de 1989 en el horario de las 16:00 horas.
En 2015 produce la telenovela Simplemente María, la nueva adaptación de la telenovela Simplemente María escrita por Celia Alcántara en 1989 en el horario de las 16:00 horas.
En 2017 produce la telenovela Mi adorable maldición, la nueva versión de Bella calamidades producida  por Telemundo en 2010 en el horario de las 16:00 horas.
En 2017 y 2018 produce la telenovela Sin tu mirada, la nueva adaptación de Esmeralda escrita  por Delia Fiallo en 1970 en el horario de las 16:00 horas con muy buenos resultados de audiencia.
Regresa en 2020, después de los cambios de administración en Televisa con la telenovela Quererlo todo, la nueva adaptación de Herencia de amor escrita por Enrique Estevanez retomando la primera barra vespertina de telenovelas originales, siendo Y mañana será otro día, la última en haberse emitido en dicha barra desde su descontinuación en 2018 y dejándola libre para repeticiones de telenovelas anteriormente emitidas.

## Trayectoria

### Productor ejecutivo
Telenovelas
- Mujer bonita (2001)
- La intrusa (2001)
- Bajo las riendas del amor (2007)
- Un refugio para el amor (2012)
- Por siempre mi amor (2013-2014)[1]
- Simplemente María (2015-2016)[2]
- Mi adorable maldición (2017)[3]
- Sin tu mirada (2017-2018)[4]
- Quererlo todo (2020-2021)[5]
- Contigo sí (2021-2022)[6][7]
- Nadie como tú (2023-2024) [8]

Cine
- La Chilindrina en apuros (1994)

### Asesor de producción
- Primera parte de Soy tu dueña (2010)

### Productor asociado
- Alma rebelde (1999)

### Coordinador de producción
- Segunda parte de Simplemente María (1989-1990)
- Carrusel (1989-1990)

### Asistente de producción
- Media parte de Rosa salvaje (1987-1988)